# Claspettomyia zatsepini
Claspettomyia zatsepini är en tvåvingeart som beskrevs av Boris Mamaev 1998. Claspettomyia zatsepini ingår i släktet Claspettomyia och familjen gallmyggor.
Artens utbredningsområde är Somalia. Inga underarter finns listade i Catalogue of Life.